# کورنتا ارمانو
کورنتا ارمانو (فرانسوی: Corentin Ermenault‎؛ زادهٔ ۲۷ ژانویهٔ ۱۹۹۶) دوچرخه‌سوار اهل فرانسه است.
از باشگاه‌هایی که در آن رکاب زده‌است می‌توان به تیم دوچرخه‌سواری ویتال کونسپت اشاره کرد.
وی در مسابقات کشوری و بین‌المللی در مجموع برندهٔ ۳ مدال طلا شده‌است.